# Heraia thalassina
Heraia thalassina är en fjärilsart som beskrevs av George Francis Hampson 1910. Heraia thalassina ingår i släktet Heraia och familjen tandspinnare. Inga underarter finns listade i Catalogue of Life.